# Medicina del Futuro (documental)
Medicina del Futuro es un documental realizado en el año 2003 por la productora española New Atlantis, y dirigido por José Ramón de la Cruz. Este vídeo de 51:43 minutos nos narra sobre las diferentes barreras que ha tenido que enfrentar la ciencia para mejorar la calidad de vida de la población, en la cual se realzan los diferentes hallazgos en la cura de enfermedades a través de diversas técnicas y procedimientos como es el caso del Virus de Inmunodeficiencia Humana (VIH)  y el Cáncer.

## Argumento
Desde épocas inmemorables la humanidad ha tenido que lidiar con las enfermedades, en el Medioevo se pensaba que era una prueba que Dios había mandado al individuo, en cambio en la Antigua Grecia se veía como algo más racional despreciando los fenómenos sobrenaturales 
Hoy en día tenemos cifras alentadoras sobre la cura de aquellas enfermedades que azotaban en la antigüedad y el potencial de vida ha llegado hasta los 120 años, sin embargo a medida que aumenta los hallazgos y la población de tercera edad,  también ha ido en ascenso nuevas enfermedades y han aparecido aquellas que habíamos erradicado. 
Esto se ha observado por la resistencia de ciertos organismos frente a los Antibióticos, por los conflictos bélicos que se están produciendo y las condiciones precarias a la que se ha tenido que enfrentar ciertos países.
Países Desarrollados y con ingresos altos los afecta principalmente el cáncer y enfermedades cardiovasculares, en cambio los países subdesarrollados e ingresos bajos tenemos a las infecciones, causando el 45% de las muertes. 
Esto se observa porque en el Caso de Europa los avances de la ciencia han sido incluidos en la tecnología y el dinero está siendo invertido en enfermedades de la vejez como el alzhéimer y solo un 10% del capital se invierte en las infecciones. 
Actualmente está ocurriendo la Evolución de la Ciencia, todo esto partió con el descubrimiento de las vacunas en el año 1796 preparando la primera vacuna para la Viruela, creada por Jonas Edward Salk.
La evolución a través del tiempo es tal que hoy existen una nueva técnica, las vacunas de ADN. Lo que se realiza es inyectar material genético del patógeno dentro de nuestro organismo y él se ocupara de producir la proteína típica del patógeno. Con el tiempo han aparecido nuevas afecciones en la población, provocado por los estilos de vida nocivos en la población. La ciencia ha tenido que incurrir sobre nuevas técnicas para poder lidiar de cierta manera con estos nuevos problemas. Esto es lo que sucede con la baja donación de órganos, que afecta a un gran porcentaje de la sociedad a nivel mundial, por lo cual se han creado diversas opciones.
Una de ellas es la Fabricación de órganos artificiales: Christiaan Neethling Barnard hizo el primer trasplante de corazón, el cual ya lleva más de 35 años realizándose y han sido más de 400 órganos trasplantados.
Este procedimiento consiste en la extracción de células de un órgano de algún individuo muerto, dejando solo el andamiaje de los tejidos internos, de forma que esta estructura se va repoblando con células del paciente, hasta lograr un órgano compatible creado en un laboratorio.
El procedimiento sigue con una ruptura de las membranas celulares, tratar el tejido aislado con un fluido para lavar el material celular y dejar solo la matriz extracelular y posteriormente comenzar a repoblar el órgano, mientras mantenemos el órgano en un fluido que imita las condiciones del paciente.
Otra técnica a utilizar son los Senotransplantes: 5 cerdos: Noel, Ángel, Start, Joey y Mary están dispuestos a donar sus órganos, son los primeros animales modificados genéticamente, los cuales desactivan sus genes que al ser detectados por el sistema inmunológico humano pudieran provocar rechazo, el corazón de un cerdo tiene la misma capacidad de bombeo y tamaño de un ser humano, pero implican riesgo de contraer infecciones víricas. Esto se hizo en el instituto Roslin donde se logró la clonación de la oveja Dolly.
También tenemos el Cultivo de células madres:  Técnica que se realiza con células madres pluripotenciales , es decir, que se pueden diferenciar en otras células.  Las células madres se generan mediante la transferencia de células embrionarias producto de preimplantacion a una placa de laboratorio que contiene un caldo nutriente, que será el medio de cultivo. Estas células se dividirán y extenderán en la superficie las cuales se cultivaran con diferentes factores de crecimiento para que se diferencien en cualquier tejido deseado.
Se está incursionando en la Creación de fármacos para evitar el rechazo: Se emplean medicamentos para inhibir el sistema inmunitario del receptor. El objetivo es impedir que dicho sistema ataque al órgano recientemente trasplantado cuando la compatibilidad de dicho órgano no es cercana. Si estos medicamentos no se utilizan, el cuerpo casi siempre lanzará una respuesta inmunitaria y destruirá el tejido extraño. 
Abarcando otro tema tenemos las Infecciones de transmisión sexual o ITS la cual han aumentado sus investigaciones en los últimos 20 años . Actualmente se perfila una vacuna preventiva la cual se denomina HVTN702.
A pesar de los buenos resultados de los medicamentos para el tratamiento del VIH, a largo plazo es mejor controlar la epidemia del sida a partir de la prevención.
Según las estadísticas epidemiológicas en Estados Unidos casi medio millón ha muerto desde comenzó la epidemia. Se calcula que el número de estadounidenses que padece VIH asciende a 950,000 y más de un tercio de la población no sabe que es portador. De esta cifra el 70% son hombres y el 30% son mujeres. Pero la cifra más preocupante es que la mitad de los portadores son menores de 25 años.
El director del Instituto Nacional de Alergias y Enfermedades Infecciosas de Estados Unidos, Anthony_Fauci  una nueva investigación de esta vacuna preventiva, la cual se realizara en Sudáfrica, lugar elegido ya que uno de cada cuatro habitantes es portador del virus. 
Las enfermedades neurodegenerativas no quedan atrás en los avances, en el caso del alzhaimer se conoce que es una enfermedad incurable en la cual existe una atrofia de la corteza cerebral. El presente y el futuro de la presentación del alzhaimer es muy prometedor y está basado en los descubrimientos de los últimos 10 años, los cuales se basan en los genes que causan que aumente el riesgo desarrollar la enfermedad.
En este caso podemos emplear el Biochip que es un mecanismo diseñado para ver genes del paciente, solo a partir de una gota de sangre. Nos permitirá detectar tumores, la resistencia de ciertos patógenos a los antibióticos, calcular el riesgo de Hipertensión y alzhéimer.
Como último avance en la medicina, tenemos el Cáncer el cual es una enfermedad en el cual el organismo produce un exceso de células malignas, y su crecimiento y división sobrepasan los límites normales.
La última técnica en la que se investiga son los Anticuerpos_monoclonales, estos son producidos en laboratorio. Se está trabajando para crear específicos, provenientes de antígenos que se encuentran en la superficie de las células cancerosas.
La función de los anticuerpos es que reaccionan frente a diferentes tipos de cáncer, mejorando la respuesta inmunológica del paciente, y como consecuencia impedirán el crecimiento de las células cancerosas y destruirán los tumores

## Controversia
Desde siempre se ha tenido en cuenta el uso de animales en el medio científico por lo cual se han creado bases para cuidar el bienestar de estos. Pero según la deontología, ¿Que canon se usa para elegir a un animal sobre un ser humano? ¿Dónde queda el cuidado y el respeto igualitario sobre toda clase de vida? 
Desde el punto de vista del utilitarismo existe la necesidad de preservar la vida humana, por lo cual es necesario la utilización de animales como objetos de experimentación. 
Existe una gran demanda de la sociedad en el uso de tecnología, por lo cual se ha desarrollado la robótica, nanotecnología y la creación de nuevas imágenes y biotecnología que ayudan al proceso de nuestros procedimientos para descubrir si existe alguna alteración en diferentes partes del cuerpo.  Desde el punto de vista moral esto puede segregar a la población según su genética, ya que podrá seleccionar su destino evolutivo.
¿Quién nos asegura que no se crearan seres humanos genéticamente programados para dominar a masas diseñadas para obedecer? 
Las mejoras en el bienestar han producido cambios en el ambiente, como es el caso del cambio climático, destrucción de las tierras amenazan la productividad de la naturaleza.
Las desigualdades sano sanitarias aún existen y las brechas siguen aumentando, los ricos son población sana, en cambio los pobres son susceptibles a enfermar. Ante esto hay que aplicar políticas públicas, promoción de la salud , tratamientos y rehabilitación oportunas.